# Cascate di sangue

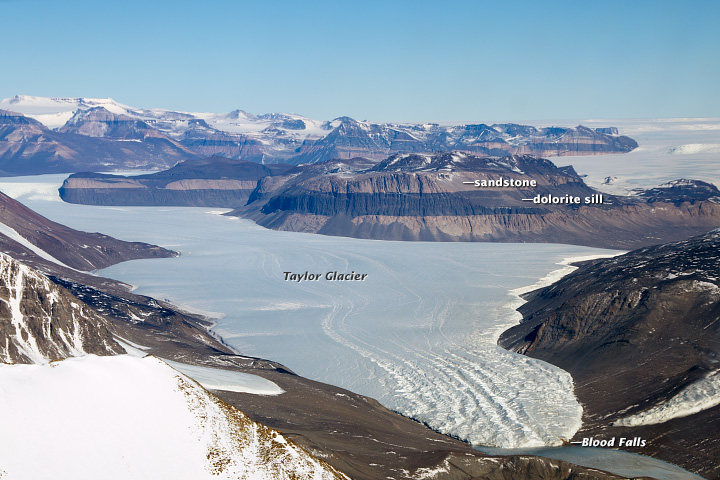
Il flusso del ghiacciaio Taylor all'interno dell'omonima valle fotografato nel 2013; si notano, indicate dalla freccia bianca in basso a destra, le Cascate di sangue.

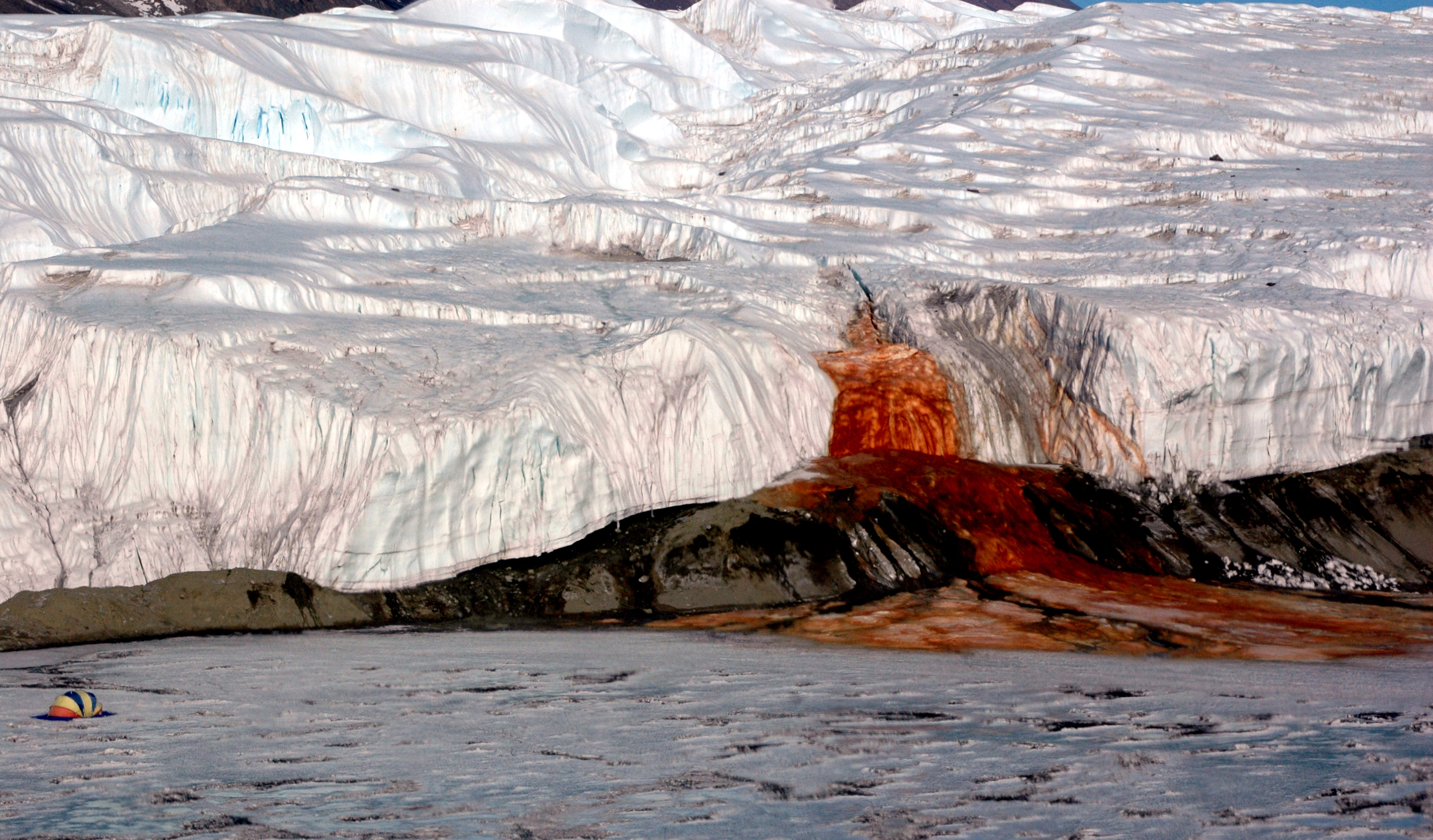
Le Cascate di sangue fotografate nel 2006.

Le Cascate di sangue (in inglese Blood Falls) sono il risultato della sporadica fuoriuscita di un getto di acqua salata ricca di ossido di ferro che, a partire da alcune fessure site nella parte terminale del ghiacciaio Taylor, fluisce fino ad arrivare sulla superficie ghiacciata del lago Bonney, un lago glaciale situato sul fondo della valle di Taylor, una delle tre valli principali dell'area conosciuta come valli secche di McMurdo, nella regione nord-occidentale della Dipendenza di Ross, in Antartide.
La sorgente della sopraccitata fuoriuscita è un lago subglaciale di acqua ipersalata e di dimensioni sconosciute che è stato localizzato, grazie a sorvoli dell'area con sensori acustici ed elettromagnetici, al di sotto di uno strato di ghiaccio spesso circa 400 m e a diversi chilometri di distanza dal punto di formazione delle cascate. Talvolta, durante la stagione estiva, i movimenti del ghiacciaio Taylor, che preme sul lago sottostante, e il parziale riscaldamento della sua superficie permettono all'acqua di scorrere all'interno di una rete chilometrica di canali presenti nel corpo del ghiacciaio e di sgorgare fuori, dando così modo di osservare il fenomeno.
Il deposito rossastro lasciato dall'acqua sul ghiacciaio e sul lago Bonney fu scoperto nel 1911 dal geologo australiano Griffith Taylor che, nel corso della spedizione Terra Nova, per primo esplorò la valle che da lui prende il nome. Taylor, così come i primi pionieri antartici, pensava che il colore rosso fosse da attribuire alla presenza di una qualche alga rossa nell'acqua e solo più tardi è stato provato che in realtà esso è dovuto alla presenza di ossidi di ferro.

## Geochimica

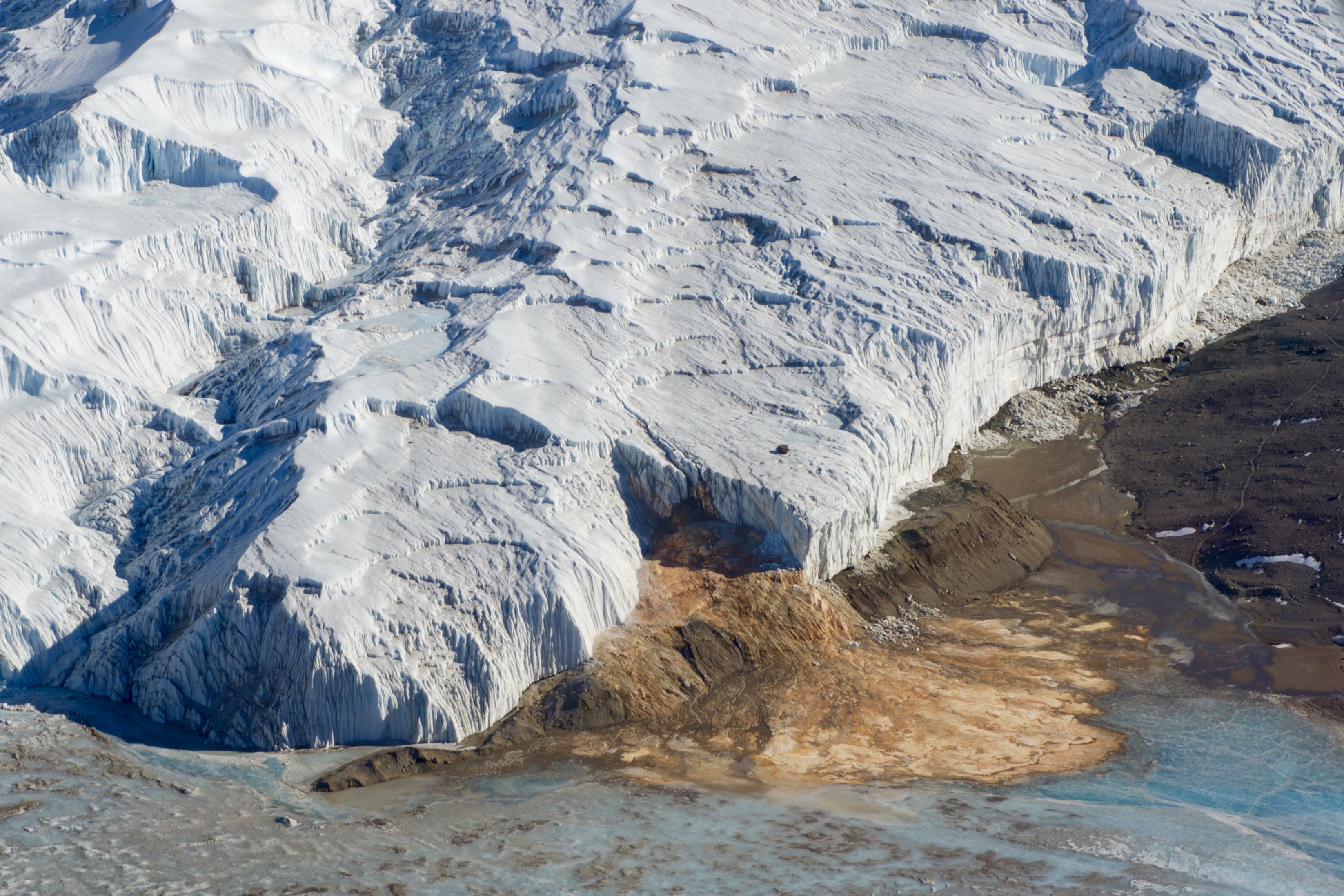
I depositi rossastri lasciati sul ghiacciaio in un periodo di secca delle cascate.

I depositi rossastri presenti sulla superficie ghiacciata del lago Bonney sono costituiti da ossido ferrico idrato scarsamente solubile e sono il risultato dell'ossidazione subita dagli ioni ferrosi presenti nell'acqua salata quando questi entrano in contatto con l'ossigeno atmosferico. Inizialmente, infatti, gli ioni ferrosi sono disciolti nell'acqua salata intrappolata da millenni in un antico bacino, che è tutto quello che rimane della parte di oceano Antartico che un tempo, quando il livello dei mari era più alto, occupava l'odierna valle di Taylor, e che circa 1,5-2 milioni di anni fa è stato isolato dal ghiacciaio Taylor durante la sua progressione dall'Altopiano Antartico alla costa.
Al contrario della maggior parte dei ghiacciai antartici, il ghiacciaio Taylor non è del tutto ghiacciato alla base e questo è probabilmente dovuto alla presenza di salamoie ipersaline presenti sotto di esso. Per giustificare l'ipersalinità di tali soluzioni acquose sono stati supposti due meccanismi. Secondo la prima teoria, la crioconcentrazione del sale sarebbe avvenuta nell'acqua di mare quando quest'ultima è cristallizzata formando cristalli di ghiaccio puro ed espellendo i sali in essa disciolti, man mano che la temperatura continuava a scendere a causa dello scambio di calore con l'enorme massa di ghiaccio del ghiacciaio soprastante. In conseguenza di ciò, l'acqua di mare rimasta non ghiacciata sarebbe quindi diventata una salamoia con una salinità pari a due o anche tre volte quella media degli oceani. Secondo un'altra teoria, invece, la formazione di salamoie ipersaline sarebbe avvenuta, prima che queste fossero ricoperte dal ghiacciaio, a causa dell'evaporazione dell'acqua dalla superficie di laghi normalmente esposti al sole e situati in un ambiente polare estremamente secco come quello delle valli secche di McMurdo. In teoria, se si potesse aver accesso a tali salamoie, si potrebbe capire quale dei due meccanismi è intervenuto attraverso un'analisi degli isotopi stabili presenti in esse.
Un'analisi del fluido ipersalino campionato fortuitamente attraverso una frattura nel ghiaccio ha mostrato che esso è quasi privo di ossigeno disciolto e ricco di solfati e ioni ferrosi. La presenza di solfato è la traccia geochimica di un precedente ambiente marino mentre il ferro bivalente, solubile, era stato probabilmente prodotto sotto condizioni riducenti a partire dai minerali del suolo roccioso esposto all'attività microbiologica.

## Ecosistema microbico

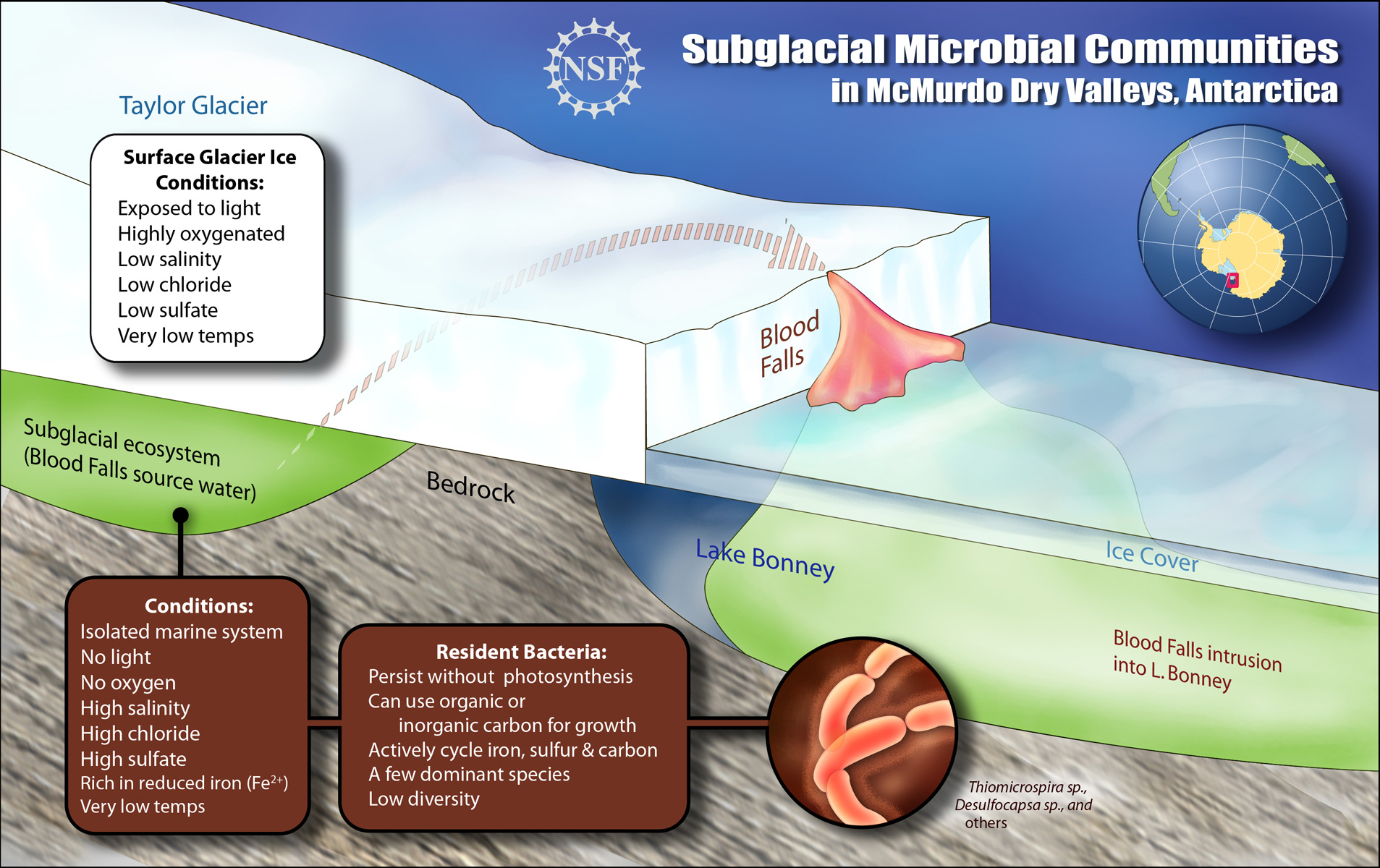
Uno schema in sezione delle Cascate di sangue che mostra come comunità microbiche subglaciali abbiano potuto sopravvivere per milioni di anni in un ambiente freddo, buio e privo di ossigeno come quello delle salamoie presenti sotto il ghiacciaio Taylor.

Analisi sia chimiche che microbiologiche condotte sulle acque delle Cascate di sangue, hanno indicato la presenza nel lago sorgente di un raro ecosistema subglaciale di batteri autotrofi che metabolizzano ioni solfato e ioni ferrici (Fe3+). Stando a quanto dichiarato da Jill Mikucki, una geomicrobiologa dell'Università del Tennessee che ha condotto ricerche in merito, i campioni d'acqua raccolti dalle Cascate di sangue contenevano fino a 17 diversi tipi di microrganismi e quasi nessuna traccia di ossigeno disciolto. Una spiegazione su come tali organismi possano sopravvivere suppone che essi usino i solfati come catalizzatore per respirare con ioni ferrici e per metabolizzare le tracce di materia organica intrappolate in essi. Un tale processo metabolico, però, non è mai stato osservato in natura.
Un'osservazione che ha suscitato diversi interrogativi è poi quella della coesistenza di ioni ferrosi, Fe2+, e ioni solfato, SO42-, in condizioni anossiche. Nel sistema, infatti, non sono stati trovati ioni solfuro, HS-, e ciò suggerisce quindi la presenza di una complessa e a noi poco chiara interazione tra i cicli biochimici dello zolfo e del ferro.
Nel dicembre del 2014, scienziati e ingegneri coordinati da Mikucki hanno condotto ricerche sulla superficie del ghiacciaio Taylor utilizzando una sonda di fabbricazione tedesca chiamata IceMole che, sciogliendo il ghiaccio del ghiacciaio, è riuscita, dopo 18 m di penetrazione, a raggiungere uno dei canali che conducono la salamoia fino alle cascate per prelevare dei campioni di fluido senza contaminare l'ambiente (come invece avrebbe fatto una comune perforazione).
L'analisi dei campioni ha rivelato la presenza, al di sotto del ghiacciaio, di una salamoia con una salinità pari all'8% di NaCl, una temperatura di -7 °C e una concentrazione di ferro pari a 3,4 millimoli per litro. A partire da questi campioni, i ricercatori hanno isolato e caratterizzato un tipo di batterio alofilo, psicrofilo ed eterotrofo (ossia che prospera in ambienti a elevata salinità e freddi e che non è in grado di sintetizzare tutte le proprie molecole organiche autonomamente a partire da altre molecole inorganiche) che è stato incluso all'interno del genere Marinobacter. Analisi bioinformatiche del DNA del batterio hanno indicato la presenza di almeno quattro cluster genici coinvolti in un metabolismo secondario, di altri due cluster genici che sarebbero invece collegati alla produzione di polieni arilici che fungono come antiossidanti per proteggere il batterio da specie chimiche chimicamente reattive contenenti ossigeno, e di un altro cluster che sembrerebbe essere coinvolto nella biosintesi di terpeni, probabilmente per produrre poi pigmenti. Altri batteri identificati appartenevano poi ai generi Thiomicrospira e Desulfocapsa.

## Implicazioni con la teoria della Terra a palla di neve
Stando a quanto riportato in uno studio pubblicato da Mikucki e altri nel 2009, l'intrappolamento del bacino, avvenuto circa 1,5-2 milioni di anni fa ad opera del ghiacciaio Taylor, ha fatto sì che i microrganismi presenti nell'ecosistema acquatico si evolvessero in maniera totalmente indipendente da quella degli altri microrganismi marini a loro simili, sviluppando soluzioni di sopravvivenza mai viste prima. Ciò aiuterebbe anche a spiegare come altri microrganismi potrebbero essere sopravvissuti quando, stando a quanto sostenuto dalla teoria della Terra a palla di neve, nel Proterozoico, e in particolar modo tra i 900 e i 500 milioni di anni fa, l'intero pianeta Terra avrebbe attraversato dei periodi di abbassamento drastico della temperatura durante i quali la sua superficie sarebbe stata completamente ricoperta di ghiaccio. Durante tali epoche, infatti, gli oceani coperti da uno spesso strato di ghiaccio avrebbero potuto essere gli unici refugia per ecosistemi microbici in cui la vita sarebbe andata avanti grazie a meccanismi come quelli adottati dai batteri presenti nel lago ipersalino al di sotto del ghiacciaio Taylor.

## Implicazioni con l'astrobiologia
Un ambiente così insolito come quello del sopraccitato lago offre ai ricercatori un'opportunità unica per studiare la vita in condizioni estreme in ambienti sub-superficiali senza che ci sia il bisogno di perforare attraverso la calotta polare, rischiando peraltro di contaminare un ecosistema intatto e alquanto fragile.
Lo studio di ambienti così ostili presenti sulla Terra è utile per capire fino a che punto la vita possa adattarsi a condizioni estreme, in modo da poter così anche meglio valutare la possibilità che essa si sia sviluppata in altri luoghi del sistema solare, come ad esempio sotto le calotte polari di Marte o sotto la superficie ghiacciata di Europa, uno dei satelliti di Giove. Diversi scienziati del NASA Astrobiology Institute sostengono che su questi corpi celesti possa essere presente acqua liquida subglaciale e che quindi possano esserci ambienti favorevoli ad ospitare forme di vita elementari, la cui protezione dalle radiazioni ultraviolette e dai raggi cosmici sarebbe garantita proprio dal ghiaccio che ricopre i loro habitat.

## Conservazione
L'area delle Cascate di sangue e la parte inferiore del Ghiacciaio Taylor, per le sue proprietà fisiche uniche e la insolita ecologia microbica e geochimica, è un importante sito per gli studi di esobiologia, e pertanto è stata designata come Area Specialmente Protetta dell'Antartide (codice ASPA 172).